# Vanamõisa (Põdrala)
Vanamõisa – wieś w Estonii, w prowincji Valga, w gminie Põdrala.